# Wikipédia en espagnol
Wikipédia en espagnol  (en espagnol : Wikipedia en español) est l’édition de Wikipédia en espagnol. L'édition est lancée le 11 mai 2001,. Son code est : es. C'est la huitième édition en nombre d'articles, sachant que trois éditions (cebuano, suédois, néerlandais) sont développées avec l'aide d'un bot.
Au 30 juillet 2025, l'édition en espagnol contient 2 051 161 articles et compte 7 461 179 contributeurs, dont 12 038 contributeurs actifs et 53 administrateurs.

## Histoire
Le 16 mars 2001, Jimmy Wales annonce son intention d'internationaliser Wikipédia en créant de nombreuses éditions dans des langues différentes. Le 11 mai, les programmeurs Jason Richey et Toan Vo ouvrent neuf wikis pour commencer les Wikipédias dans de nouvelles langues parmi lesquelles était trouvé l'espagnol. Wikipedia en español (Wikipédia en espagnol) est née en mai 2001.
Parmi les premiers articles créés y sont trouvés Países del mundo (Pays du monde) créé le 21 mai 2001 à 21 h 19 UTC, Ayuda: Cómo empezar una página (Aide : comment commencer une page) créé le jour suivant ou Informática (Informatique) créé le 25 mai.
En février 2002, une partie des utilisateurs de la version espagnole de Wikipédia, en désaccord sur certaines règles, créent un nouveau projet, l'Enciclopedia Libre.

## Contributeurs
Sur Wikipédia en espagnol des utilisateurs de pratiquement tous les pays de langue espagnole, collaborent activement. Plus de 300 utilisateurs contribuent fréquemment au projet (plus de 100 modifications par mois). Jusqu'à mars 2008, parmi les 10 articles comprenant le plus de modifications, il y avait Chile, Perú, Argentina, Mexico, España, Venezuela et Bolivia. Une des caractéristiques de Wikipédia en espagnol est d'être multinationale. Au 1er mars 2008, 4 691 utilisateurs appartenant à 59 pays différents étaient répertoriés.
Il n'est pas nécessaire de s'enregistrer pour collaborer sur Wikipédia en espagnol. Les utilisateurs anonymes peuvent créer de nouveaux articles, ce qui n'est pas possible sur Wikipédia en anglais, mais ils ne peuvent pas changer le nom d'un article. Ils ne peuvent pas non plus participer aux votes, mais peuvent participer aux débats. Les modifications de ce type d'utilisateur sont gardés dans l'historique des articles, associés à leur adresse IP. Pour les membres, seul le nom d'utilisateur est conservé.

## Critiques
Les critiques faites à la version espagnole de Wikipédia sont proches de celles qui accompagnent traditionnellement n'importe quel nouveau projet. Celle qui revient le plus souvent met en cause le système wiki lui-même en ce sens qu'elle conteste l'idée que n'importe qui peut modifier l'information.
Bien sûr, il y a aussi des critiques spécifiques à l'édition espagnole. Par exemple, jusqu'en avril 2008 cette édition était classée neuvième dans le nombre d'articles. C'est le critère généralisé de classement des différentes versions de Wikipédia. En raison de ce faible score, beaucoup se demandent pourquoi, compte tenu de l'importante population hispanophone dans le monde, Wikipédia en espagnol a si peu d'articles comparé à d'autres comme la version italienne ou la version portugaise qui la dépassent en nombre d'articles avec pourtant une population linguistique de très loin moins nombreuse dans chaque cas. Sans présumer de la cause de ce déficit, il faut tout de même signaler que la communauté de Wikipédia en espagnol est opposée à l'utilisation massive de bots pour la création automatique de mini-ébauches d'articles contrairement à d'autres Wikipédias.
Cependant — et pour se placer sur un autre terrain — la version espagnole de Wikipédia dépasse d'autres éditions comportant un nombre plus grand d'articles si d'autres paramètres comme l'ampleur de la base de données sont considérées, le nombre total de mots, le nombre d'octets par article et le pourcentage d'articles de plus de 0,5 et 2 kilooctets, ou encore l'indice d'ébauches.
Il faut aussi noter que Wikipédia en espagnol utilise comme convention typographique d'écrire les toponymes en castillan, et ce, indépendamment de la dénomination officielle. Cette politique est critiquée par un certain nombre de personnes et il arrive souvent que sur Wikipédia en espagnol les toponymes selon la formule Wikipedia soient remplacés par les toponymes officiels ce qui conduit dans quelques cas au blocage temporaire de certains articles. Parfois même, certains utilisent le nom vieilli ou encore un nom « inventé ». Ceci étant dit, la tendance actuelle suivie par les collaborateurs de Wikipédia en espagnol est d'indiquer les toponymes à la fois en espagnol, et dans sa version officielle. Par exemple, pour les Îles Malouines, la dénomination locale est précisée, Islas Malvinas, et également le nom officiel, Falkland Islands. Dans un autre domaine, il existe aussi des critiques concernant l'élimination, approuvée par la communauté, de certains articles en raison des critères d'admissibilité des articles ou taxés d'auto-promotion.

Aire de diffusion de l'espagnol dans le monde.
Les pays où la Wikipédia en espagnol est la plus populaire apparaissent en jaune.
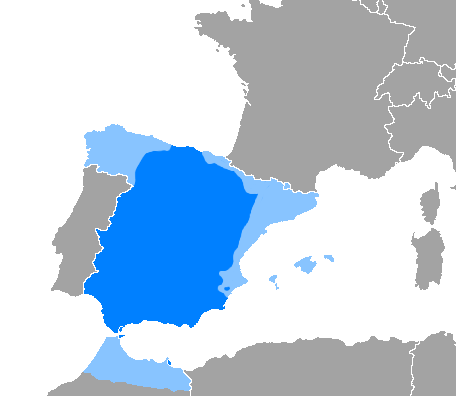
Aire de diffusion de l'espagnol.

## Chronologie
2001
- 11 mai : annonce de la disponibilité du domaine "spanish.wikipedia.com", plus tard renommé "es.wikipedia.com".
- 20 mai : début de Wikipédia en espagnol.

2002
- 7 février : l'édition atteint 1 000 articles.
- 26 février : un groupe de collaborateurs décide de quitter Wikipédia en espagnol et de créer l'Enciclopedia Libre Universal en Español (Encyclopédie libre universelle en espagnol).
- 23 octobre : actualisation de la version du logiciel et changement du domaine "es.wikipedia.com" en "es.wikipedia.org".

2003
- 30 juin : la liste de courriel de Wikipédia en espagnol (Wikies-l) est créée.
- 8 juillet : Premier wikipedista (wikipédien) enregistré qui met sa photo sur sa page utilisateur : Lmb.
- 6 octobre : SpeedyGonzalez voit le jour, le premier bot sur Wikipédia en espagnol.
- 4 novembre : l'édition atteint 10 000 articles.
- 27-30 décembre : grande panne d'électricité sur Wikipédia en espagnol et les sites directement liés. Pendant la panne on installe le canal IRC es.wikipedia. Le canal es.wikipedia compte un nombre record de participants durant ces trois jours, ce qui rend les discussions difficiles.

2004
- 18 juillet :  l'édition fonctionne maintenant sur UTF-8, ce qui signifie que l'on peut visualiser les caractères internationaux dans l'écran de modifications.
- 23 septembre : l'édition atteint 30 000 articles. À ce moment Wikipédia en espagnol dépasse la Enciclopedia Libre en nombre d'articles.
- 9 décembre : les images libres de droits sont désormais les seules images utilisées après vote des utilisateurs.

2005
- 30 mai : l'édition atteint 50 000 articles.

2006
- 24 janvier : création d'une adresse électronique pour répondre aux questions sur Wikipédia en espagnol.
- 8 mars : l'édition atteint 100 000 articles.
- 20 juin : décision est prise que les images seront seulement issues de Commons, projet frère de Wikipédia.
- 24 août : trois checkusers sont nommés, et peuvent vérifier les adresses IP des usuarios (utilisateurs).
- 6 septembre : l'édition atteint 150 000 articles.

2007
- 15 janvier : création du Comité de Resolución de Conflictos (CRC).
- 1er février : Wikipédia en espagnol a 300 000 utilisateurs enregistrés.
- 10 février : l'édition atteint 200 000 articles.
- 23 février : le nombre total de pages créées est de 5 000 pages.
- 26 février : l'édition a 100 bibliotecarios (administrateurs).
- 28 mars : elle a 350 000 utilisateurs enregistrés.
- 5 avril : elle dépasse en nombre d'articles Wikipédia en suédois et a plus de 220 000 articles.
- 11 juin : suppression de la dernière image locale qui était sur Wikipédia en espagnol.
- 18 novembre : l'édition atteint 300 000 articles.

2008
- 19 mars : l'édition atteint 1 000 bons articles.
- 27 mars : elle a 1 000 000 de pages sur la base de données.
- 6 mai : elle a 700 000 utilisateurs enregistrés.
- 30 juin : elle a 750 000 utilisateurs enregistrés.
- 20 septembre : elle atteint 400 000 articles.
- 4 décembre : elle a 900 000 utilisateurs enregistrés.

2009
- 30 janvier : l'édition atteint 900 000 utilisateurs enregistrés.
- 25 février : elle a 19 000 homonymies.
- 2 mars : elle a 450 000 articles.
- 5 août : elle a 500 000 articles.
- 22 septembre : elle a 2 000 000 de pages dans sa base de données.

2010
- 11 janvier : l'édition atteint 550 000 avec Activité (disambiguation).
- 15 janvier : elle a 100 000 catégories avec Catégorie:Arquitecture de Guanajuato.
- 31 mars : elle a 2 000 bons articles.
- 23 mai : elle a 600 000 articles.
- 7 juin : elle avec un peu plus de 605 000 dépasse Wikipédia en néerlandais et devient septième par le nombre d'articles.
- 22 septembre : elle a 650 000 articles.

2011
- 12 janvier : l'édition atteint 700 000 articles.
- 22 mars : l'édition, avec un peu plus de 739 000 articles, dépasse Wikipédia en japonais et il est devenu sixième, par le nombre d'articles.
- 17 avril : l'édition atteint 750 000 articles.
- 20 mai : elle a 10 ans.
- 12 juillet : elle a 800 000 articles, avec l'article Municipio de Victor.
- 2 août : elle a 2 500 bons articles.
- 26 octobre : elle devient la cinquième Wikipédia avec environ 839 000 articles.
- 30 octobre : Wikipédia en néerlandais dépasse Wikipédia en espagnol et devient sixième selon le nombre d'articles.
- 6 novembre : Wikipédia en espagnol a 2 000 000  d'utilisateurs enregistrés.
- 21 novembre : Wikipédia en polonais dépasse de nouveau à Wikipédia en espagnol, laquelle devient septième.
- 10 décembre : Wikipédia en espagnol a 850 000 articles.

2012
- 23 janvier : Wikipédia en espagnol a 1 000 articles de qualité.
- 29 juin : elle a 900 000 articles.
- 9 octobre : elle dépasse  Wikipédia en polonais avec un peu plus de 925 800 articles et devient sixième.
- 14 octobre : elle est dépassée par Wikipédia en polonais avec un peu plus de 927 000 et devient septième à nouveau.
- 15 octobre : Wikipédia en espagnol, avec un peu plus de 927 500 dépasse la Wikipedia en polonais et devient sixième.
- 25 décembre : Wikipédia en espagnol avec 944 000 est dépassé par Wikipedia en russe et retourne à la septième position.

2013
- 6 janvier : Wikipédia en espagnol dépasse Wikipédia en russe, devient sixième et compte avec 950 000 articles.
- 3 mars : Wikipédia en espagnol, avec 973 000 articles, est dépassé par Wikipédia en russe et devient septième, une nouvelle fois.
- 16 mai : Wikipédia en espagnol a 1 000 000 d'articles, dépasse à Wikipédia en russe et devient sixième.
- 15 juin : Wikipédia en suédois a plus d'un million d'articles et dépasse à Wikipédia en italien, en espagnol et en russe et se situe au cinquième position des éditions de Wikipédia avec plus d'articles et changeant la position de la version en espagnol au septième position.
- 11 juillet : elle compte 1 028 883 articles et 2 702 877 utilisateurs, ce qui en fait la 7e version de Wikipédia en nombre d'articles.
- 2 octobre : Wikipédia en espagnol avec 1 049 000 est dépassée par Wikipédia en russe et devienne huitième.
- 6 octobre : Wikipédia en espagnol a 1 050 000 articles.

2014
- 11 mai : Wikipédia en espagnol a 1 100 000 articles.
- 26 août : Wikipédia en espagnol  avec 1 122 000 est dépassée par Wikipédia en cebuano et tombe à la dixième position.
- 20 septembre : Wikipédia en espagnol a 1 126 000 et est dépassée par Wikipédia en waray-waray.

2015
- 14 janvier : Wikipédia en espagnol a 1 500 000 d'articles.
- 11 septembre : Wikipédia en espagnol a 1 200 000 d'articles.

2016
- 9 avril : Wikipédia en espagnol a 1 250 000 articles.
- 26 mai : Wikipédia en espagnol avec 1 259 000 dépasse à Wikipédia en waray-waray et devienne neuvième.
- 26 novembre : Wikipédia en espagnol a 1 300 000 articles.

2017
- 22 juin : l'édition a 100 000 000 de modifications.

2018
- 30 mars : l'édition atteint 1 400 000 articles.
- 4 juillet : elle est temporairement fermée pour protester publiquement contre la proposition de directive sur le droit d'auteur dans le marché unique numérique.
- 15 août : elle dépasse à Wikipédia en italien avec 1 454 000 articles et elle obtient la huitième position.

2019
- 20 janvier : l'édition attenit 1 500 000 articles.

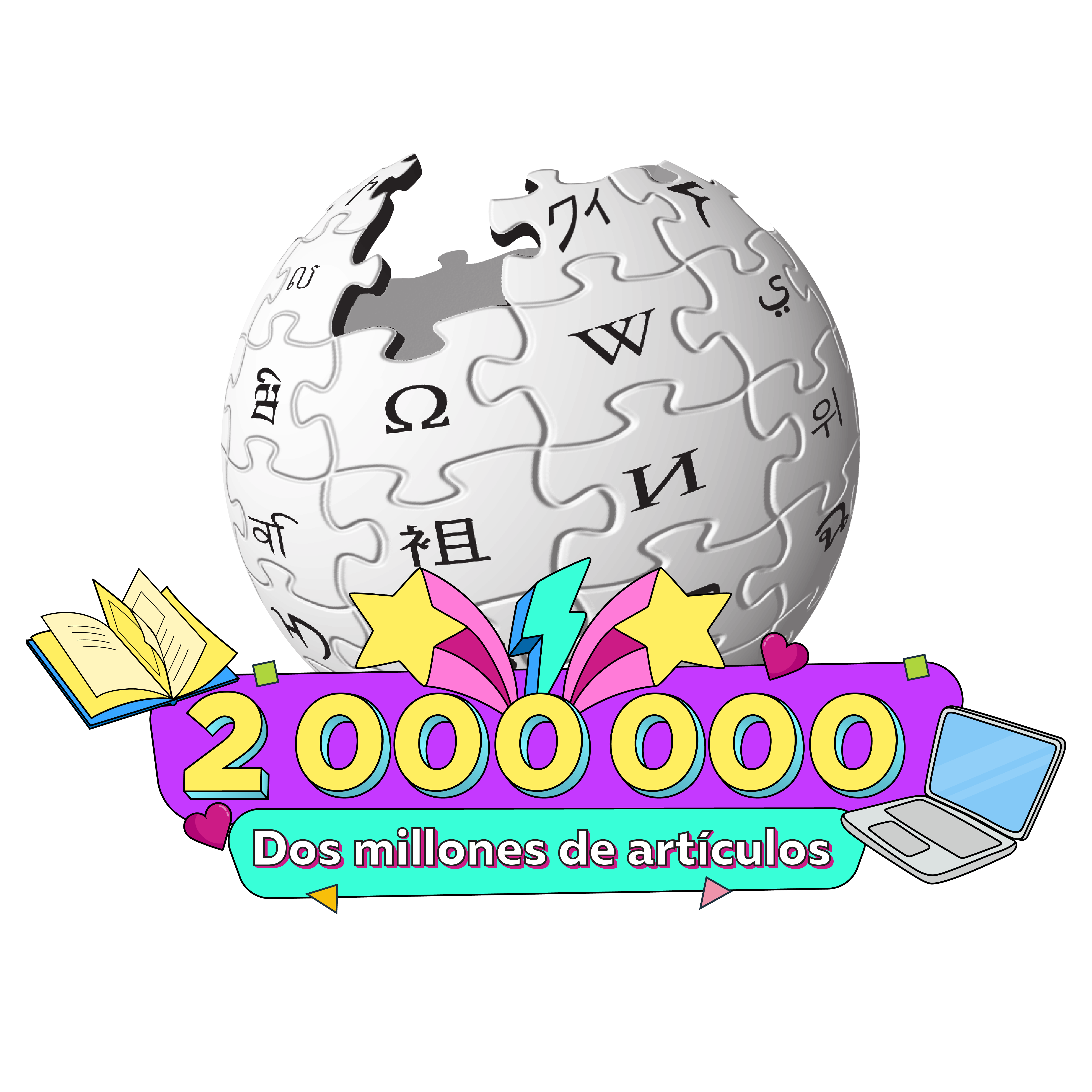
Au passage des deux millions d'articles.

- 17 février : l'édition avec 1 505 000 articles est dépassée par Wikipédia en italien et tombe jusqu'à neuvième.

2022
- 16 août : l'édition contient 1 795 610 articles, a 13 211 contributeurs actifs et 63 administrateurs.
- 28 septembre : elle contient 1 805 504 articles et compte 6 649 288 contributeurs, dont 14 404 contributeurs actifs et 63 administrateurs.

2024
- 9 août : l'édition atteint 1 971 726 articles et compte 7 206 266 contributeurs, dont 13 497 contributeurs actifs et 56 administrateurs.

2025
- 2 janvier 2025 : l'édition atteint les 2 millions d'articles.
- 23 mars 2025 : elle contient 2 019 149 articles et compte 7 370 843 contributeurs, dont 14 573 contributeurs actifs et 56 administrateurs.